# Craugastor talamancae
Craugastor talamancae is een kikker uit de familie Craugastoridae. De soort werd voor het eerst wetenschappelijk beschreven door Emmett Reid Dunn in 1931. Oorspronkelijk werd de wetenschappelijke naam Eleutherodactylus talamancae gebruikt.
De soort komt voor in delen van Midden-Amerika en leeft in de landen Costa Rica, Nicaragua en Panama.